# جنية الثلج الصغيرة سكر (أنمي)

## القصة
تتحدث عن ثلاث جني المواسم( سكر - سالت - بيبر ) وحياتهم مع إنسانه ( ساجا ) و مغامرتهم في بحث عن الوميض في عالم البشر حتى يصبحوا جني المواسم كاملين تبدا احداث الانمي بالتقاء ( ساجا ) ب ( سكر ) ساجا تتمكن من رؤية سكر فتصبحان صديقتين وتبحثيان عن الوميض معا

## الشخصيات

### سكر
جنية ثلج مبتدئة تطمح لتصبح جنية كاملة مثل والدتها وتحب اكل الوافل

### الاداة
الناي

### ساجا
فتاة تستطيع رؤية جني المواسم يتيمة الابوين فوالدتها كانت عازفة البيانو فارقت الحياة بحادث مولم فعاشت عند جدتها وهي فتاة منتظمة
و متواضعة جدا و لها شعبية في مدرستها تجيد العزف على البيانو كمثل والدتها

### بيبر
جنية رياح مبتدئة صديقة سكر و هي مهذبة جدا تتكلم مع الطيور

### الاداة
القيثارة

### سالت
جني شمس مبتدئ صديق سكر و بيبر

### الاداة
البوق
والعديد من الشخصيات في الانمي

## روابط خارجية
- جنية الثلج الصغيرة سكر على موقع IMDb (الإنجليزية)
- جنية الثلج الصغيرة سكر على موقع كينوبويسك (الروسية)
- جنية الثلج الصغيرة سكر على موقع ألو سيني (الفرنسية)
- جنية الثلج الصغيرة سكر على موقع قاعدة بيانات الفيلم (الإنجليزية)